# 法律工作者
法律职业或稱法曹、法界（法律專業；法律專業人士；legal profession；legal professionals），指专门从事司法及其他法律活动、具有特定专业资格的职业工作者。一般法律职业特指从事法律實務工作的法律家，包括法官、檢察官、律师和法律代辦等。广义的法律职业还包括法律职业（仲裁人、调解人、公证人、書記官、法律行政員、法務等）以及法学者。

## 法律工作者
法律工作者普遍為法律相關學系畢業者，或碩士博士。對法條有相關了解和解釋能力。多數時候為人們諮商法律意見。亦有志願、公益性質。在部分國家及地區（如香港、塞爾維亞），經法律相關學系畢業可申請律師證。許多時候，法學者的定義是從法學士讀到法學博士。或選擇法律為專業取得法學碩士、博士者。

## 外部連結
- 维基共享资源上的相關多媒體資源：法律工作者